# Motta di Livenza
Motta di Livenza település Olaszországban, Veneto régióban, Treviso megyében. Lakosainak száma 10 731 fő (2023. január 1.). Motta di Livenza Cessalto, Gorgo al Monticano, Meduna di Livenza, Santo Stino di Livenza, Annone Veneto és Chiarano községekkel határos.

## Népesség
A település népességének változása:
| Lakosok száma | 10 765 | 10 801 | 10 731 |
|               | 2017   | 2018   | 2023   |